# 오성인
오성인(1987년 ~ )은 대한민국의 시인이다.
1987년 광주광역시에서 태어났다. 목포대학교 국어국문학과를 졸업했다. 2013년 《시인수첩》 신인상으로 등단했다. 시집으로 《푸른 눈의 목격자》(문학수첩, 2018), 《이 차는 어디로 갑니까》(걷는사람, 2023)가 있으며 산문집으로 《세상에 없는 사람》(걷는사람, 2024)이 있다. 대산창작기금, 아르코창작기금, 나주문학상, 내일의한국작가상을 받았다.